# Coussarea duplex
Coussarea duplex är en måreväxtart som beskrevs av Charlotte M. Taylor. Coussarea duplex ingår i släktet Coussarea och familjen måreväxter.
Artens utbredningsområde är Costa Rica. Inga underarter finns listade i Catalogue of Life.